# Edith Werkendam
Edith (Judith) Werkendam (Amsterdam, 14 oktober 1896 - Brussel, 23 april 1952) was een Nederlands schrijfster van geruchtmakende romans. Ze was een bijzonder getalenteerd schrijfster, maar haar onderwerpkeuze en thematiek, voornamelijk van (homo)seksuele aard, maakte dat ze door de contemporaine kritiek verguisd werd.
Werkendam debuteerde in 1921 in De Gids met het verhaal 'Het beeld'. Het is een decadent verhaal over de fatale liefde van een monnik voor een marmeren standbeeld. Het is de eerste en laatste keer dat de recalcitrante Werkendam publiceert in een gerenommeerd literair tijdschrift. 
In oktober 1921 trouwt Werkendam met Joseph Moll (1893-1943) en zij vestigen zich in Soestduinen.
In 1922 verschijnt haar debuut: de verhalenbundel Het purperen levenslied. Het heeft een motto van Werkendams grote literaire voorbeeld, de 'homme des lettres' en gender-bending Franse schrijfster Rachilde. Het bevat onder meer het subtiele verhaal 'Wat niet kon' dat handelt over een lesbische relatie. De Nederlandse kritiek erkent Werkendams schrijftalent maar vindt het doorgaans een boek vol 'perversiteiten' en 'donkere passie' (Het Vaderland, nov. 1922)
In 1923 verschijnt haar eerste roman Als lot en leven dobbelen. Het handelt ook hier over seksualiteit en de sociale constructie van (vrouwelijke) identiteit. 
In 1924 haalt Werkendam een enkele krant daar zij gearresteerd wordt tijdens een fietstocht met man en vriendin door Hilversum omdat zij fietste met een broek aan. Hoogst ongebruikelijk destijds. In deze periode, blijkt uit de brieven aan haar psychiater, zit zij erg met haar 'kwellingen': haar lesbische gevoelens. Aan deze gevoelens zal zij hierna openlijk alle ruimte geven. 
De roman Model verschijnt in 1925 en handelt over de frictie tussen geloof en seksualiteit. Ook hier weer sprake van 'tweeslachtigheid'. In een brief aan haar psychiater heeft ze het over: 'haar hobby': 'het dualisme in de vrouw'. De kritiek reageert weer op afwijzende wijze. 
Eind 1925 scheidt Werkendam van haar man en verlaat ze het bekrompen Holland om in Etterbeek, nabij Brussel in meer vrijheid te kunnen leven.
Hier werkt ze aan haar roman De goddelijke zonde, die in 1928 verschijnt. De 'zonde' uit de titel betreft biseksualiteit. Henri Borel vindt Werkendam in zijn recensie van de roman maar een 'malle gedegenereerde, exhibitionistische juffrouw.'
Haar laatste, Nederlandse, roman is Jij en ik uit 1930. Deze handelt over een alweer 'scabreus' onderwerp, namelijk de liefde tussen een oudere vrouw en een jongere man. Jeanne Reyneke van Stuwe waarschuwt in De Nieuwe Gids: wie niet van het bijna-pornografisch gewaagde houdt, die leze haar niet!'
Hierna verschijnen geen Nederlandse romans meer. Zeer waarschijnlijk heeft zij verder gepubliceerd in het Frans en onder pseudoniem, doch dat is nog niet voldoende onderzocht. Zij woont de rest van haar leven in Schaarbeek nabij Brussel met haar tweede echtgenoot en haar vriendin, de Poolse Loulou (eigenlijke naam: Halouska).
In Nederlandse literatuurgeschiedenissen zoekt men Werkendams naam tevergeefs. In de Nederlandse lesbo- en genderstudie is zij echter niet een geheel onbekende. Zo wordt zij vermeld in de in 2009 verschenen Lesbo Encyclopedie. Voor herdrukken van haar werk zijn voorlopig echter geen plannen. Daarvoor blijft zij waarschijnlijk te obscuur en tegen de keer.